# 八木光生
八木光生（1930年2月13日—）是日本的男性聲優。兵庫縣出身。所屬81 Produce。以前所屬東京放送劇團。

## 來歷
東京放送劇團第5屆生。與他同期的有黑柳徹子、橫山通乃、里見京子、新道乃里子、幸田弘子、木下秀雄、櫻井英一、關根信昭、三田松五郎等人。

## 演出作品

### 電視劇
- 車站（1965年，NHK）
- 勝海舟（目付）
- 元祿繚亂（落合與左衛門）
- 3年B組金八先生
- 花吹雪女小偷三姊妹III
- 春天來吧（加納宗治）
- 松本清張系列·波之塔（1983年，NHK）
- 水道標竿
- 理科教室中學一年級生

### 電視動畫
- 動畫紀行 馬可波羅的冒險（僧侶尼可拉斯、高迪）
- 龍馬英雄（源爺）
- 小魔女Doremi（第4期）（愛子的外公）
- 妖怪霍利（巧克力爺爺）
- 風中少女 金髮珍妮（強森）
- 傀儡師左近（坪田孝明）
- 太空突擊隊
- 銀河天使（獅虎克萊斯人）
- 金田一少年之事件簿（國守秋比古、凶鳥神）
- 王國之心 夢中降生（寝坊助）
- 上班族金太郎（掛井董事）
- 超能奇兵（老人）
- 六翼天使電話（管家）
- 金屬生命體 -ZOIDS-（維維）
- 麵包超人（芝麻刷和尚（第1代）、月亮公主的父王）
- Da!Da!Da!（阿福）
- 太陽之子艾斯特班（馬尤卡（BS播映版））
- 驅魔少年（梅琳的爺爺）
- DT Eightron（老隊長）
- 哈姆太郎（老爺爺）
- NOIR（司祭）
- 爆走兄弟Let's & Go!!（大三元）
- 太陽傘世界的叮噹平平（千兵衛）
- Domo君（兔子爺爺）
- 小公主優希（龍伯伯）
- 星星王子（琉璃的爺爺）
- 科學情人（步野陽一郎）
- 無限之住人（淺野虎秀）
- 名偵探柯南（鈴木賢治、武藏之介）
- 浪人劍心 -明治劍客浪漫譚-（勝海舟）
- 彩虹戰隊羅賓（教授）
- 我與我 兩個綠蒂（蓋拉赫）

### OVA
- 伊蘇（連）
- 籃色6號（中村晃一）
- 傑諾賽伯（神父）
- 天才小釣手（三平一平）
- 銀河英雄傳說外傳 朝之夢、夜之歌（雷夫艾森上校）
- 三毛貓福爾摩斯的幽靈城主（南田驗屍官）

### 劇場版動畫
- Mo~tto！小魔女DoReMi 青蛙石的秘密（愛子的外公）
- 貓兒歷險記（拉法葉）
- 機動戰士GUNDAMII 哀·戰士篇（艾爾蘭中將）
- 法蘭德斯之犬（傑漢・達斯（尼洛的爺爺））
- 淘氣王子消滅大蛇（錘金）

### Web動畫
- 幕末機關說（高麗的聖天大人）

### 遊戲
- 伊蘇I（連）
- 王國之心 夢中降生（瞌睡蟲）
- Syphon filter（強納森・法根）
- 莎木II
- 闇影之心2（愛德加）
- SPIDER-MAN（禿鷹人（亞德里安・圖姆斯））
- 謎王（電爺）

### 木偶劇
- 奇洛林村與胡桃樹（1956年～1964年，NHK，臭鼬嘉斯帕(第2代)）
- 布福伍（1960年～1967年，NHK，幽靈先生）
- 丹特君（1967年～1969年，NHK，木靈的朋友們）
- 機智小和尚（1969年～1971年，NHK，和尚）
- 真田十勇士（1975年～1977年，NHK，為三）
- 吹笛童子（1977年～1978年，NHK）
- 紅孔雀（1978年～1979年，NHK）
- 普琳普琳物語（1979年～1982年，NHK，夏雷克・麥霍姆）
- 中學生的數學（演出節目進行的帕佩特的聲音）

### 廣播劇
- 海底兩萬聯盟（助手委員會）
- 羊坊人坊豬坊

### 特撮
- 彗星公主（星星老師的聲音）

### 舞台
- 莉莉與莉莉

### 其他
- NHK BS2 Domo君（兔子爺爺）
- NHK BS2 BS七海DEDomo（兔子爺爺）

## 相關書籍
- 黑柳徹子／着『荳荳頻道』（新潮社、新潮文庫）
  - 寫在後記，不過由於是同期匯集的書，因此在寫（大意）之前所訪談的回憶時就被介紹了。

## 外部連結
- 公開簡歷 （页面存档备份，存于）
- 81Produce公開簡歷